# Dodecapole 1
Dodecapole 1 – amerykański wojskowy satelita technologiczny. Służył pracom i badaniom inżynieryjnym dotyczącym zwiadu elektronicznego. Satelitę stanowiła kula z 12 teleskopowo wysuwanymi antenami, o długości 7,6 metra.
Satelita pozostaje na orbicie okołoziemskiej, której trwałość szacowana jest na 200 lat.